# Jacques Lacarrière
Jacques Lacarrière (12. září 1906 – 28. července 2005) byl francouzský lední hokejista a později hokejový funkcionář.

## Hráčská kariéra
Reprezentoval Francii na olympiádě v roce 1928 ve Svatém Mořici a v roce 1936 v Garmisch-Partenkirchen. Pětkrát se účastnil turnaje mistrovství světa (v letech 1930 až 1937). Celkem nastoupil k 53 utkáním za Francii, z toho ve 28 jako kapitán. 

Klubový hokej hrával nejprve za Club Sportive d'Hiver de Paris, od roku 1931 za Français Volants Paříž. Třikrát se stal mistrem Francie, pětkrát mistrem Paříže.

## Kariéra funkcionáře
Po ukončení aktivní kariéry pracoval na různých postech ve francouzské federaci ledních sportů (fr. Fédération française des sports de glace). V letech 1947 až 1964 se pravidelně účastnil kongresů Mezinárodní hokejové federace.

## Ocenění
- člen Síně slávy Mezinárodní hokejové federace od roku 1998
- člen Síně slávy francouzského hokeje od roku 2008
- je po něm pojmenovaná trofej, o niž bojují od roku 2007 mistr Francie s vítězem poháru (fr. Trophée Jacques-Lacarrière)